# Roger Dequesne
Roger Dequesne, né le 8 août 1925 à Tourcoing et mort le 29 novembre 1999 à Mouscron,, est un coureur cycliste français. Il bénéficie d'un contrat professionnel entre 1950 et 1953.

## Palmarès
- 1947
  - 3e et 5e étapes du Tour de Belgique amateurs
  - 2e du Tour des Flandres amateurs
- 1948
  - Circuit du Port de Dunkerque
  - 3e de Lille-Malo-les-Bains-Lille
- 1949
  - GP Wolber indépendants
  - 2e du Tour d'Algérie
- 1950
  - 1re étape du Tour de Luxembourg
- 1951
  - Circuit du Port de Dunkerque